# تام وود
تام وود (انگلیسی: Tom Wood؛ زادهٔ ۱۴ ژانویهٔ ۱۹۵۱) عکاس اهل جمهوری ایرلند است.